# Velotte-et-Tatignécourt
Velotte-et-Tatignécourt település Franciaországban, Vosges megyében. Lakosainak száma 159 fő (2022. január 1.). Velotte-et-Tatignécourt Ahéville, Hymont, Maroncourt, Mattaincourt, Racécourt, Valleroy-aux-Saules és Vroville községekkel határos.

## Népesség
A település népessége az elmúlt években az alábbi módon változott:
| Lakosok száma | 149  | 153  | 158  | 158  | 161  | 160  | 159  | 161  | 159  |
|               | 2013 | 2015 | 2016 | 2017 | 2018 | 2019 | 2020 | 2021 | 2022 |